# ハンス・チルコフスキ
ハンス・チルコフスキ（Hans Tilkowski, 1935年7月12日 - 2020年1月5日）は、ドイツ出身の元サッカー選手、サッカー指導者。ポジションはゴールキーパー。

## 経歴
チルコフスキは1952年にSCヴェストファリア・ヘルネで選手経歴を開始した。1963年にボルシア・ドルトムントへ移籍すると、1965年のDFBポカール優勝に貢献し、翌1966年のUEFAカップウィナーズカップでは決勝でイングランドのリヴァプールFCを2-1で下し初優勝に貢献した。この活躍により1965年にドイツ年間最優秀選手賞を受賞した。1967年からはアイントラハト・フランクフルトへ移籍し、1969年に現役を引退した。
西ドイツ代表としては、1957年4月3日に行われたオランダ戦で代表デビューをした。当時のゼップ・ヘルベルガー監督は若いヴォルフガング・ファリアンを重用したため、1962年のワールドカップ・チリ大会では控えとしての参加となった。この大会後に監督がヘルムート・シェーンへ代わるとワールドカップ・イングランド大会では正GKの座を掴み、同国の準優勝に貢献した。
引退後は指導者の道へ進み、1.FCニュルンベルクやヴェルダー・ブレーメン、1.FCザールブリュッケンなどで監督を務めた。
2020年1月5日、死去した。84歳没。